# Gaubert (Alpes-de-Haute-Provence)
Pour les articles homonymes, voir Gaubert.
Gaubert est une ancienne commune française du département des Alpes-de-Haute-Provence. Elle est rattachée à Digne-les-Bains depuis 1862, à l'instar de Courbons et des Sieyes (ou Les Sièyes).

## Description
Le village de Gaubert possède une église, un cimetière et quelques maisons. Plus bas, le Lac de Gaubert est un étang réputé pour la pèche dans la zone. Les hostelleries de Gaubert font également partie du village, bien que un peu plus éloignées. Le nombre d'habitants n'est pas connu précisément, mais il y en a environ 200.